# Wanderley Paiva
Wanderley Paiva (Três Corações, Brasil, 7 de abril de 1946-Campinas, 27 de noviembre de 2023) fue un futbolista y entrenador de fútbol brasileño que jugó en la posición de centrocampista.

## Carrera

### Club
| Periodo   | Club             |
| --------- | ---------------- |
| 1966–1975 | Atlético Mineiro |
| 1975–1976 | América-SP       |
| 1976–1980 | SE Palmeiras     |
| 1980      | AA Ponte Preta   |
| 1981      | Londrina EC      |
| 1981      | Comercial-SP     |

### Selección nacional
Jugó para Brasil en siete ocasiones de 1968 a 1975, teniendo su primer partido el 19 de diciembre de 1968 en una victoria ante Yugoslavia por 3-2. Participó en seis partidos de la Copa América 1975.

### Entrenador
| Periodo   | Club                    |
| --------- | ----------------------- |
| 1983      | São José-SP             |
| 1984      | Comercial-SP            |
| 1985      | Joinville EC            |
| 1985      | Comercial-SP            |
| 1988      | América-SP              |
| 1989      | Ferroviário             |
| 1990      | SE Matsubara            |
| 1991      | Londrina EC             |
| 1992      | Juventus-SP             |
| 1993      | Londrina EC             |
| 1994      | AA Ponte Preta          |
| 1994      | CA Patrocinense         |
| 1995      | Juventus-SP             |
| 1995      | Figueirense FC          |
| 1996      | Inter de Limeira        |
| 1996      | AA Ponte Preta          |
| 1997      | Comercial-SP            |
| 1997      | Inter de Limeira        |
| 1998      | Vila Nova FC            |
| 1999      | Inter de Limeira        |
| 1999      | Ponta Grossa EC         |
| 1999      | SE Matonense            |
| 1999–2000 | Vila Nova FC            |
| 2000      | Londrina EC             |
| 2001      | Joinville EC            |
| 2001      | SE Gama                 |
| 2002      | Marília AC              |
| 2003      | Juventus-SP             |
| 2003      | AA Anapolina            |
| 2004      | CRAC                    |
| 2006      | São Raimundo            |
| 2006–2007 | AA Ponte Preta          |
| 2007      | União São João EC       |
| 2007      | Roma Esporte Apucarana  |
| 2008      | ASA                     |
| 2008      | Anápolis FC             |
| 2009      | SC Corinthians Alagoano |
| 2009      | AA Ponte Preta          |
| 2009      | Nacional-AM             |
| 2011–2013 | CRAC                    |

## Muerte
Wanderley murió en la ciudad de Campinas el 27 de noviembre de 2023 víctima del cáncer de próstata.

## Logros

### Jugador
- Campeonato Brasileño de Serie A: 1971
- Campeonato Mineiro: 1970

### Entrenador
- Campeonato Brasileño de Serie B: 2002
- Campeonato Goiano: 2004
- Campeonato Catarinense: 1985, 2001

### Individual
- Bola de Prata: 1971